# Chris Andersen
Christopher Claus "Chris" Andersen (Long Beach, Califórnia, 7 de julho de 1978), apelidado de Birdman, é um ex-jogador profissional de basquetebol norte-americano, jogou sua última temporada pelo Cleveland Cavaliers da NBA.

## Carreira
Andersen nasceu em Long Beach, Califórnia, cresceu em Iola, Texas, e jogou um ano no Colégio Blinn. Andersen começou sua carreira profissional na Liga Chinesa de Basquete e em ligas menores americanas. Ele então, entrou na NBA para atuar no Denver Nuggets e New Orleans Hornets. Recebeu uma suspensão de dois anos da NBA em 2006 por violar a política antidrogas da liga, mas foi restabelecido em 4 de março de 2008, reassinando com o Hornets no dia seguinte. Ele voltou ao Denver Nuggets em 2008, e permaneceu na equipe até 2012. Andersen assinou com o Miami Heat em janeiro de 2013. Ao final da temporada 2012-13, o Heat sagrou-se campeão e Andersen venceu o seu primeiro campeonato da NBA. Em 2016, teve uma breve passagem pelo Memphis Grizzlies. No mesmo ano, Andersen assinou com o Cleveland Cavaliers.
Atualmente jogo para a liga de 3 contra 3, BIG3 criado por Ice Cube, no time Power.

## Estatísticas na NBA
| † | Campeão da temporada da NBA |

### Temporada Regular
| Ano      | Equipe    | PJ  | PT | MPJ  | AP   | 3P   | LL   | RT  | AS  | BR  | TO  | PPJ |
| -------- | --------- | --- | -- | ---- | ---- | ---- | ---- | --- | --- | --- | --- | --- |
| 2001-02  | Nuggets   | 24  | 1  | 10.9 | .338 | .000 | .786 | 3.2 | 0.3 | 0.3 | 1.2 | 3.0 |
| 2002-03  | Nuggets   | 59  | 3  | 15.4 | .400 | .000 | .550 | 4.6 | 0.5 | 0.5 | 1.0 | 5.2 |
| 2003-04  | Nuggets   | 71  | 0  | 14.5 | .443 | .000 | .589 | 4.2 | 0.5 | 0.5 | 1.6 | 3.4 |
| 2004-05  | Hornets   | 67  | 2  | 21.3 | .534 | .000 | .689 | 6.1 | 1.1 | 0.2 | 1.5 | 7.7 |
| 2005-06  | Hornets   | 32  | 2  | 17.8 | .571 | .000 | .476 | 4.8 | 0.2 | 0.3 | 1.3 | 5.0 |
| 2007-08  | Hornets   | 5   | 0  | 6.8  | .286 | .000 | .500 | 1.8 | 0.0 | 0.0 | 0.8 | 1.2 |
| 2008-09  | Nuggets   | 71  | 1  | 20.6 | .548 | .200 | .718 | 6.2 | 0.4 | 0.6 | 2.5 | 6.4 |
| 2009-10  | Nuggets   | 76  | 0  | 22.3 | .566 | .000 | .695 | 6.4 | 0.4 | 0.6 | 1.9 | 5.9 |
| 2010-11  | Nuggets   | 45  | 0  | 16.3 | .599 | .000 | .637 | 4.9 | 0.4 | 0.5 | 1.3 | 5.6 |
| 2011-12  | Nuggets   | 32  | 1  | 15.2 | .546 | .000 | .610 | 4.6 | 0.2 | 0.6 | 1.4 | 5.3 |
| 2012-13† | Heat      | 42  | 0  | 14.9 | .577 | .667 | .677 | 4.1 | 0.4 | 0.4 | 1.0 | 4.9 |
| 2013-14  | Heat      | 72  | 0  | 19.4 | .644 | .250 | .710 | 5.3 | 0.3 | 0.4 | 1.3 | 6.6 |
| 2014-15  | Heat      | 60  | 20 | 18.9 | .580 | .308 | .667 | 5.0 | 0.7 | 0.4 | 1.0 | 5.3 |
| 2015-16  | Heat      | 7   | 1  | 5.1  | .400 | .400 | .750 | 1.3 | 0.4 | 0.1 | 0.4 | 1.9 |
| 2015-16  | Grizzlies | 20  | 14 | 18.3 | .548 | .222 | .688 | 4.5 | 0.5 | 0.7 | 0.5 | 4.6 |
| Carreira |           | 683 | 45 | 17.8 | .533 | .231 | .654 | 5.1 | 0.5 | 0.4 | 1.4 | 5.5 |

### Playoffs
| Ano      | Equipe    | PJ | PT | MPJ  | AP   | 3P   | LL   | RT  | AS  | BR  | TO  | PPJ |
| -------- | --------- | -- | -- | ---- | ---- | ---- | ---- | --- | --- | --- | --- | --- |
| 2003-04  | Nuggets   | 5  | 0  | 6.8  | .333 | .000 | .000 | 2.8 | 0.4 | 0.2 | 0.4 | 1.2 |
| 2008-09  | Nuggets   | 15 | 0  | 21.9 | .630 | .000 | .659 | 6.3 | 0.6 | 0.3 | 2.1 | 6.5 |
| 2009-10  | Nuggets   | 6  | 0  | 19.3 | .529 | .000 | .643 | 4.5 | 0.2 | 0.2 | 1.0 | 4.5 |
| 2010-11  | Nuggets   | 5  | 0  | 14.6 | .636 | .000 | .714 | 2.8 | 0.6 | 0.6 | 1.4 | 4.8 |
| 2012-13† | Heat      | 20 | 0  | 15.2 | .807 | .000 | .735 | 3.8 | 0.2 | 0.5 | 1.1 | 6.4 |
| 2013-14  | Heat      | 13 | 0  | 17.5 | .667 | .000 | .679 | 6.1 | 0.4 | 0.2 | 1.2 | 6.1 |
| 2015-16  | Grizzlies | 4  | 2  | 19.8 | .417 | .000 | .625 | 7.8 | 0.8 | 0.5 | 0.8 | 3.8 |
| Carreira |           | 73 | 2  | 17.1 | .631 | .000 | .689 | 5.0 | 0.4 | 0.4 | 1.2 | 5.3 |